# 野呂山タクシー
有限会社野呂山タクシー（のろさんタクシー）は、広島県呉市に本社を置く、なべタクシーグループのタクシー・バス事業者である。一般のタクシーや貸切バス事業のほか、乗合バス事業として、呉市のコミュニティバス「呉市生活バス」も運行受託している。
タクシーの営業区域は呉市内全域、貸切バス事業の営業区域は広島県内全域。広島県バス協会会員、広島県タクシー協会会員。

## 事業所
- 本社
  - 広島県呉市川尻町西2丁目18-19[1]
- 広路線バス営業所
  - 広島県呉市広白石4丁目2-8[1]

## 呉市生活バス

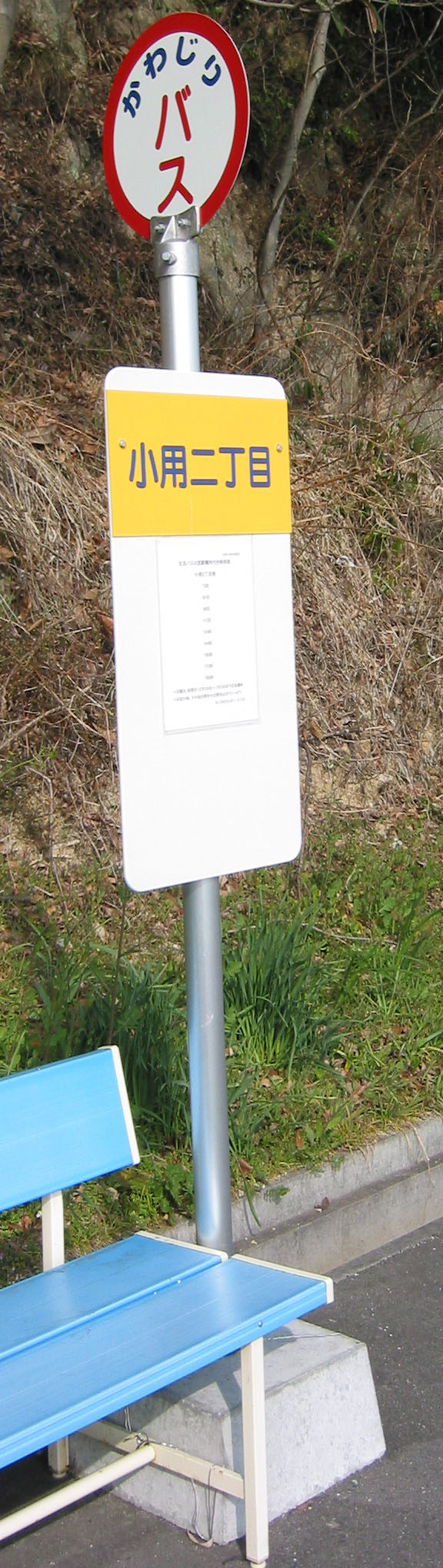
川尻地区生活バスのバス停留所

呉市ではコミュニティバスを「生活バス」と呼称し、合併した旧市町村営バスも引き継いで「呉市生活バス」として、地区ごとに19路線（2023年9月現在）を運行している。
野呂山タクシーはそのうち、「川尻地区生活バス」と「広長浜線」の2路線を受託運行している。

### 川尻地区生活バス
- 車庫前 - 安芸川尻駅 - 文化会館前 - 小用二丁目

安芸川尻駅と呉市小用地区を結ぶ路線。車庫前 - 安芸川尻駅間は出入庫のみ。

### 広長浜線
- 中国労災病院 - 新広駅 - 東小坪

広営業所が担当。中国労災病院と広地区を結ぶ路線。

### 過去の受託路線
過去には、広地区の呉市生活バスのうち「白石白岳交叉点循環線」を受託運行していた。以下は当時の経路。
白石白岳交叉点循環線
- 右回り:東のりば → 白岳住宅前 → 広駅前 → 広交叉点 → 中国労災病院 → 広交叉点 → 広小学校前 → 広高校前 → 白石中の谷 → 東のりば
  - 平日ダイヤ朝1便は中国労災病院止まり。一部の便は東のりば止まり。
- 左回り:東のりば → 白石中の谷 → 広高校前 → 広小学校前
  - 平日の登校日の朝4便のみ運行。全便が広小学校前止まり（循環運行ではない）。

## 車両
- 路線バスの車両は日野・リエッセを使用する。塗装はクリーム色と水色のツートンカラーである。